# Agotime Ziope District
Koordinaten: 6° 33′ N, 0° 42′ O
Der Agotime Ziope District (auch Agortime Ziope) ist ein Distrikt innerhalb der Volta Region im Osten Ghanas mit einer Gesamtfläche von 330 Quadratkilometern. Der Distrikt hatte im Jahr 2021 eine Bevölkerung von 39.553 Menschen, die überwiegend ländlich wohnten.
Er existiert seit 2012, als der vormalige Distrikt Adaklu-Anyigbe in die neuen Distrikte Agotime Ziope und Adaklu aufgeteilt wurde.

## Geographie
Im Osten grenzt der Nachbarstaat Togo, im Nordwesten der Ho Municipal District, im Westen der Adaklu District, im Südwesten der Central Tongu District, im Süden der Akatsi South District und im Südosten der Akatsi North District an Agotime Ziope. Agotime Kpetoe, die Hauptstadt des Distrikts, liegt 22 km östlich von Ho, der Hauptstadt der Volta Region, am Ho-Aflao Highway. Der Todzie fließt in Nord-Süd-Richtung durch den Distrikt.